# 失憶再次愛上妳
《失憶再次愛上妳》是奥たまむし創作的日本百合漫畫。2016年6月27日開始連載於月刊COMIC CUNE（KADOKAWA）。
2017年2月27日出版單行本第1卷，至完結共6卷。繁體中文版由台灣角川代理，於2018年8月23日起出版。

## 劇情簡介
亞理紗因為失憶症而失去了最近三年的記憶，她的同居戀人茉莉為這突發的事態感到不知所措，反觀當事人卻完全不為失憶所苦。亞理紗在喪失交往期間的記憶的情況下，與茉莉重新體驗交往的情事，過著新鮮又興奮的每一天。

## 登場人物
鈴木亞理紗
茉莉的戀人。某天突然喪失了三年間的記憶。
佐藤茉莉
亞理紗的戀人。年紀比亞里紗大，在一間工廠工作。
前田健
茉莉在工廠的同事。曾暗戀茉莉，但在看見茉莉與亞理紗的親密關係後決定支持她們。
玲奈
亞理紗的高中朋友。對亞理紗與茉莉的交往情事相當了解。
原
亞理紗短期打工的同事。會和亞理紗彼此交流戀愛的話題。
松子
茉莉的母親。在不知道茉莉與亞理紗交往關係的情況下幫茉莉尋找結婚對象。

## 出版書籍
單行本
| 卷數 | KADOKAWA      | KADOKAWA               | 台灣角川       | 台灣角川               |
| 卷數 | 發售日期      | ISBN                   | 發售日期       | ISBN                   |
| ---- | ------------- | ---------------------- | -------------- | ---------------------- |
| 1    | 2017年2月27日 | ISBN 978-4-04-069026-1 | 2018年8月23日  | ISBN 978-957-564-375-1 |
| 2    | 2017年9月27日 | ISBN 978-4-04-069429-0 | 2019年11月25日 | ISBN 978-957-743-167-7 |
| 3    | 2018年3月26日 | ISBN 978-4-04-069782-6 | 2020年2月24日  | ISBN 978-957-743-168-4 |
| 4    | 2019年2月27日 | ISBN 978-4-04-065480-5 |                |                        |
| 5    | 2020年2月28日 | ISBN 978-4-04-064360-1 |                |                        |
| 6    | 2021年1月27日 | ISBN 978-4-04-680100-5 |                |                        |

## 外部連結
- カドコミ－明るい記憶喪失 （日語）
- 奥たまむし的X（前Twitter） （日語）